# 1883 Ріміто
1883 Ріміто (1883 Rimito) — астероїд головного поясу, відкритий 4 грудня 1942 року.
Тіссеранів параметр щодо Юпітера — 3,342.